# جيمس ريفيرا
جيمس ريفيرا (بالإنجليزية: James Rivera)‏ هو مغني وكاتب أغاني أمريكي، ولد في 15 أبريل 1960 في هيوستن في الولايات المتحدة.

## وصلات خارجية
- جيمس ريفيرا على موقع ميوزك برينز (الإنجليزية)
- جيمس ريفيرا على موقع أول ميوزيك (الإنجليزية)
- جيمس ريفيرا على موقع ديسكوغز (الإنجليزية)